# Vlado Šegrt
Vlado Šegrt, bosansko-hercegovski general, * 18. december 1907, † 1. avgust 1991.

## Življenjepis
Leta 1931 je postal član KPJ in leta 1941 je vstopil v NOVJ. Med vojno je bil poveljnik več enot; nazadnje je poveljeval 29. diviziji.
Po vojni je bil zvezni in republiški poslanec, minister v vladi BiH, predsednik Prezidija in podpredsednik Ljudske skupščine BiH, ...